# Кшикава
Кшика́ва (пол. Krzykawa) — село в Польше в сельской гмине Болеслав Олькушского повета Малопольского воеводства.
В 1975—1998 годах село входило в состав Краковского воеводства.

## Население
По состоянию на 2013 год в селе проживало 487 человека.
| Перепись  | Всего   | Всего | Женщины | Женщины | Мужчины | Мужчины |
| --------- | ------- | ----- | ------- | ------- | ------- | ------- |
| Единицы   | человек | %     | человек | %       | человек | %       |
| Население | 487     | 100   | 244     | 50,1    | 243     | 49,9    |